# 鬬宜申
鬬宜申（？—前617年），芈姓，鬬氏，名宜申，字子西，申公鬬班之子，春秋時代楚國司馬。

## 楚國滅夔
夔國國君是楚國的宗室，他們不祭拜楚國的先祖，前634年，夔國國君不祭祀祝融和鬻熊，楚國派人去責備他。夔國國君回答說：「我們的先王熊摯（楚國國君熊繹嫡長子）有病，鬼神不肯饒了他，他自我流放到夔國，無法繼承楚國的王位，那我們為何還要祭祀？」是年秋季，楚國派遣司馬子西與令尹子玉率領楚軍消滅夔國，抓了夔國國君回國。

## 城濮之戰
前632年，城濮之戰時，子玉率領楚軍與晉文公率領的晉軍對恃，由子西指揮申、息兩地軍隊為左翼，晉國上軍佐狐毛樹起兩面大旗為訊號，欒枝依照部署命令戰車拖曳着樹枝後撤，掀起塵土佯裝敗逃。子玉不顧勸阻，令子西追趕晉軍。冒進的楚軍左翼完全暴露，遭晉軍先軫、郤溱的中軍橫擊；同時，狐毛、狐偃佯退的上軍回兵夾攻子西左軍，楚左軍被晉軍撃潰。戰後，子西欲引咎上吊自盡，恰好遇上帶着楚成王赦令的使者趕到，阻止了他自殺。

## 戰後遭遇
城濮之戰後，楚成王貶子西為商公。後來子西偷入郢都被發現，於是再被貶為工尹。太子商臣弒父即位後是為楚穆王。前617年，子西又聯合族人仲歸（子家）意欲謀弒穆王未遂而被殺。